# Чайкино (Альшеєвський район)
Ча́йкино (рос. Чайкино, башк. Чайкин) — хутір у складі Альшеєвського району Башкортостану, Росія. Входить до складу Шафрановської сільської ради.
Населення — 163 особи (2010; 200 в 2002).
Національний склад:
- татари — 51 %
- башкири — 36 %